# Book of Days
«Book of Days» es una canción de la cantautora irlandesa Enya, publicada en el álbum Shepherd Moons, ganador del premio Grammy en 1993. Hasta el año 2005 había vendido trece millones de copias en todo el mundo.
La canción fue compuesta para la película Far and Away, de Ron Howard, y luego fue utilizada para el tráiler de Billy Elliot, de Stephen Daldry, donde se escucha en versión gaélica. En los Premios Golden Raspberry de 1992 (popularmente conocidos como Razzies), la composición fue nominada en la categoría de Peor Canción "Original". 
Originalmente, la canción fue creada en el idioma ya mencionado, pero fue sustituida por el inglés para poder ser cantada. 
La canción ha sido escuchada en grandes eventos, destacándose principalmente la premiación del Copa Mundial de Atletismo de Berlín 2009. También es muy utilizada por el grupo de Rock L'arc en ciel para cerrar sus conciertos.

## Lista de temas

### LP
| LP Lado A |                |          |  |
| N.º       | Título         | Duración |  |
| 1.        | «Book Of Days» | 2:55     |  |
| 2:55      |                |          |  |

| LP Lado B |                 |          |  |
| N.º       | Título          | Duración |  |
| 1.        | «Morning Glory» | 2:28     |  |
| 2:28      |                 |          |  |

## CD sencillos
| Edición Alemana N° 1 |                         |          |  |
| N.º                  | Título                  | Duración |  |
| 1.                   | «Book Of Days»          | 2:55     |  |
| 2.                   | «As Baile»              | 4:04     |  |
| 3.                   | «Morning Glory»         | 2:28     |  |
| 4.                   | «Book Of Days (Gaelic)» | 2:33     |  |
| 12:00                |                         |          |  |

| Edición Alemana N° 2 |                 |          |  |
| N.º                  | Título          | Duración |  |
| 1.                   | «Book Of Days»  | 2:55     |  |
| 2.                   | «On Your Shore» | 4:00     |  |
| 3.                   | «As Baile»      | 4:04     |  |
| 10:59                |                 |          |  |

| Edición Limitada (Reino Unido) |                 |          |  |
| N.º                            | Título          | Duración |  |
| 1.                             | «Book Of Days»  | 2:55     |  |
| 2.                             | «Watermark»     | 2:25     |  |
| 3.                             | «On Your Shore» | 4:00     |  |
| 4.                             | «Exile»         | 4:21     |  |
| 13:41                          |                 |          |  |

| Book Of Days EP (Edición Japonesa) |                         |          |  |
| N.º                                | Título                  | Duración |  |
| 1.                                 | «Book Of Days»          | 2:55     |  |
| 2.                                 | «As Baile»              | 4:04     |  |
| 3.                                 | «Angeles»               | 3:57     |  |
| 4.                                 | «Oriel Window»          | 2:23     |  |
| 5.                                 | «'S Fagaim Mo Bhaile»   | 3:57     |  |
| 6.                                 | «Caribbean Blue (Edit)» | 3:40     |  |
| 20:56                              |                         |          |  |